# Modedockorna
För sången se Paper Doll
Modedockorna (Paper Dolls) var en amerikansk dramaserie som producerades för TV-nätverket ABC och visades i USA mellan september och december 1984. I Sverige visades serien på SVT2 1986 och i repris 2007/2009 på Kanal 9.

## Handling
Serien handlade om tre kvinnor som tillsammans försöker klara sina arbeten som modeller: Taryn Blake som spelades av Nicollette Sheridan. Nicollette spelade senare Edie i Desperate Housewives och Paige i Dallas-spinoffen "Knots Landing". Brunetten Terry Farrell spelade unga oerfarna modellen Laurie Caswell, och hon har senare setts i serier som "Becker" och "Star Trek: Deep Space Nine". Den tredje modellen var Blair Fenton-Harper som Mimi Rogers spelade. Mimi är förutom ett inhopp i serien "Arkiv X" även känd från filmer som "I skuggan av ett brott" och "Lost in Space". Och ja just det, hon var gift med superstjärnan Tom Cruise under en kort tid av åttiotalet.
Seriens stora stjärna var dock såpadrottningen Morgan Fairchild som spelade bitchiga modellmamman Racine. Morgan Fairchild fick alltid replikerna med mest bett i och styrde de andra karaktärerna som marionetter. Morgan Fairchild har en gedigen såpakarriär med roller i "Falcon Crest", "Dallas", "Flamingo Road", "The City" och "Nord och Syd".
Modedockorna lades ner efter 14 avsnitt.

## Roller
- Grant Harper (Lloyd Bridges) är VD för Harper Cosmetics och pappa till Wesley och Blair. Gift med Marjorie.
- Wesley Harper (Dack Rambo) jobbar för Harper Cosmetics. En beräknande och karriärhungrig snygging som inte drar sig för att hugga sina närmast i ryggen. Har ett hemligt förhållande med Racine (med vilken han också smider lömska planer med...).
- Blair Fenton-Harper (Mimi Rogers). Gift med David. 30-årig modell med mammadrömmar som funderar på att sluta modella och satsa på familjen. Är bästis med Sara Frank.
- David Fenton (Richard Beymer). Äger klädföretag som efter lånehajstrassel köptes upp av Harper-koncernen. Är gift med Blair.
- Racine (Morgan Fairchild). Modellmamma modell tuffare från Texas. Har ett förhållande med Wesley med hade sex med Mark i smyg.
- Taryn Blake (Nicollette Sheridan) är Harper Cosmtics före detta stjärnmodell som försökte ta livet av sig eftersom hennes mamma drev på för hårt. Är på väg tillbaka in i branschen. Är bästis med Laurie Caswell och dotter till Julia.
- Julia Blake (Brenda Vaccaro). Stenhård mamma som styr sin dotters (se ovan) modellkarriär med järnhand. Ifrågasätter allt som Racine gör och ogillar att Taryn umgås med naiva och lite sämre bemedlade Laurie Caswell.
- Laurie Caswell (Terry Farrell). Naivt modellstjärnskott som alla drar i. Dotter till Michael och Dinah.
- Dinah Caswell (Jennifer Warren). Mamma till Laurie som är skeptisk till dotterns modellande. Hon vill att Laurie satsar på skolan så att hon kommer in på college.
- Michael Caswell (John Bennett Perry). Pappa till Laurie och gift med Dinah. Var en snäll pappa i seriens början men tröttande på fruns och dotterns tjat om modellbranschen.
- Marjorie Harper (Nancy Olsen). Fru till Grant och mamma till Blair och Wesley. Seriens Miss Ellie, syns knappt och är genomsnäll.
- Sara Frank (Anne Schedeen). Åklagare som är bästis med Blair.
- Sandy Parris (Jonathan Frakes). Racines homosexuelle sekreterare.
- Mark Bailey (Roscoe Born). Journalist som skulle skriva artikel om modebranschen men hamnade i säng med intervjuobjektet Racine. Var tidigare ihop med Sara.
- Grayson Carr (Larry Linville). Intrigant modekritiker.